# PKP EU06 sorozat
Az PKP EU06 sorozat egy lengyel Bo'Bo' tengelyelrendezésű 3000 V DC áramrendszerű villamosmozdony-sorozat. A mozdonyból 20 darabot gyártott az English Electric 1962-ben. Beceneve Anglik.